# Лозове (Сімферопольський район)
Лозове́ (до 1945 року — Ескі́-Орда́, крим. Eski Orda) — село в Україні, у Сімферопольському районі Автономної Республіки Крим. Підпорядковане Добрівській сільській раді.
Село розташоване в центрі району, у передгірній частині Криму, на лівій стороні долини річки Салгир на шосе М-18 Сімферополь-Алушта-Ялта.
Висота центру села над рівнем моря 306 м.
Межує з Сімферополем, з селами Андрусове (близько 1 кілометра) та Ферсманове (близько 300 м).
Над селом знаходиться вершина Чабан-Гора.